# グランマ (新聞)
『グランマ』（スペイン語: Granma）は、キューバ共産党中央委員会の機関紙である。
新聞の名前は1956年のキューバ革命時にフィデル・カストロがほかの81人の反政府勢力とともに、キューバへ再上陸するために使用したヨット『グランマ号』に由来する。

## 概要
1965年に複数の新聞を合併して創刊。グランマのおもな目的は広報、革命とその原則のプロパガンダで、キューバ共産党の方針に忠実である。
キューバでもっとも広く読まれている新聞である。1997年には、新聞の発行部数は約675,000と推定された。
アルゼンチン、ブラジル、カナダでも出版され、現在は60か国以上に達している。英語、スペイン語、フランス語、ドイツ語、イタリア語、トルコ語、ポルトガル語の週刊国際版は海外でも発行されている。
1996年8月にキューバで最初にウェブサイトを持つ新聞となった。
通常版は日曜日以外の週6日発行され、ページ数は基本的に8ページ（たまにプラス数ページ）。

## 掲載される主要記事
- フィデル・カストロ、ラウル・カストロらキューバ政府指導者のコラム
- キューバ政府の公式発表
- 19世紀から21世紀までのキューバの革命闘争の歴史を強調する人気のスケッチ
- ラテンアメリカの発展と世界の政治
- 社会主義革命を擁護・推進するキューバの農民と労働者の足跡
- 現在のキューバの産業、農業、科学、芸術、スポーツ
- その日のテレビ番組表